# Blessed Are...
| Recensione | Giudizio |
| ---------- | -------- |
| AllMusic   | [ 2 ]    |

Blessed Are... è un doppio album in studio della cantante statunitense Joan Baez, pubblicato dalla Vanguard Records nell'agosto del 1971.
L'album comprendeva anche un disco bonus da 7" con i brani Maria Dolores e Plane Wreck at Los Gatos (Deportee) (quest'ultimo brano era stato già portato alla notorietà dal gruppo The Byrds).

## Tracce
Brani composti da Joan Baez, eccetto dove indicato.
Lato A
1. Blessed Are... – 3:03
2. The Night They Drove Old Dixie Down – 3:22 (Robbie Robertson)
3. The Salt of the Earth – 3:22 (Mick Jagger, Keith Richards)
4. Three Horses – 7:03
5. The Brand New Tennessee Waltz – 3:07 (Jesse Winchester)

Lato B
1. Last, Lonely and Wretched – 3:42
2. Lincoln Freed Me (The Slave) – 3:21 (David Patton)
3. Outside the Nashville City Limits – 3:20
4. San Francisco Mabel Joy – 4:23 (Mickey Newbury)
5. When Time Is Stolen – 2:58

Lato C
1. Heaven Help Us All – 3:32 (Ronald Miller)
2. Angeline – 3:37 (Mickey Newbury)
3. Help Me Make It Through the Night – 2:58 (Kris Kristofferson)
4. Let It Be – 3:48 (John Lennon, Paul McCartney)
5. Put Your Hand in the Hand – 3:20 (Gene McLellan)

Lato D
1. Gabriel and Me – 3:27
2. Milanese Waltz - Marie Flore – 5:55
3. The Hitchhikers' Song – 4:19
4. The 33rd of August – 3:42 (Mickey Newbury)
5. Fifteen Months – 4:30

Lato E
1. Maria Dolores – 3:25 (Fernando Garcia, Jacobo Morcillo)

Lato F
1. Plane Wreck at Los Gatos (Deportee) – 5:15 (Fernando Garcia, Woody Guthrie)

## Musicisti
- Joan Baez - voce, chitarra
- Norman Blake - chitarra, dobro
- Pete Wade - chitarra
- David Briggs - tastiere
- Buddy Spicher - violino
- Charlie McCoy - armonica
- Norbert Putnam - basso
- Kenneth Buttrey - batteria
- The Nashville Strings - strumenti ad arco
- The Memphis Horns - strumenti a fiato
- The Holladay Singers - cori
- The Town and Country Singers - cori

Note aggiuntive:
- Norbert Putnam - produttore e arrangiamenti
- Jack Lothrop - coproduttore
- Registrazioni effettuate al Quadrafonic Studios di Nashville (Tennessee)
- Gene Eichelberger - ingegnere della registrazione[5]